# 納帕谷記事報
納帕谷記事（英語：Napa Valley Register）是美国加利福尼亚州纳帕的地區報紙，於1863年8月10日開始發行，至1864年報紙名稱開始去掉納帕谷的「谷」字，在一個多世紀後才恢復本來的名稱。